# دب‌کانف

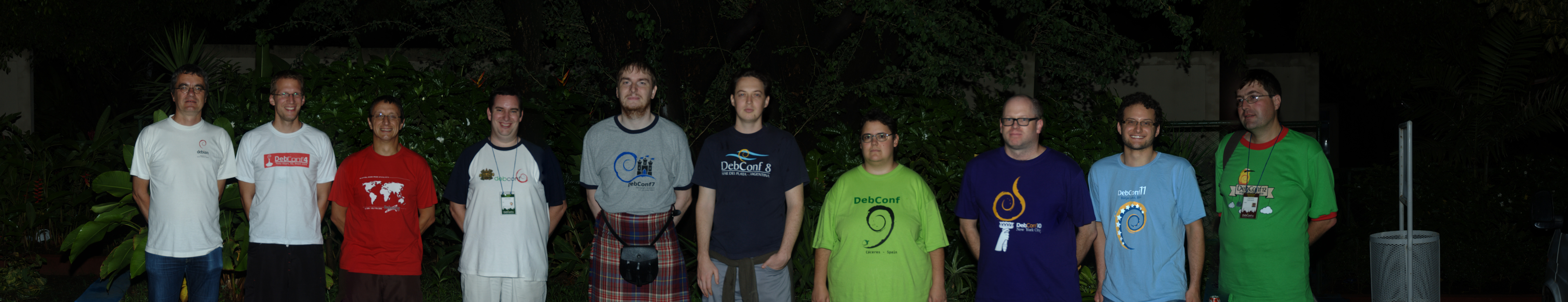
تی شرت های دب‌کانف از کنفرانس های 3 تا 12.

دب‌کانف (به انگلیسی: Debconf) همایشی است که در آن همه ساله توسعه‌دهندگان دبیان با هم ملاقات می‌کنند و دربارهٔ توسعه آینده دبیان به بحث و تبادل نظر می‌پردازند.